# 20 Minutos
Pour un article plus général, voir 20 Minutes.
 (juillet 2016).
20 Minutos — la version espagnole du quotidien d'information généraliste européen 20 Minutes — comporte 14 éditions locales distribuées gratuitement dans de grandes villes du pays et publié du lundi au vendredi. C'est le journal le plus lu en Espagne, avec 2 448 000 lecteurs selon les chiffres de la deuxième période 2006 de l'EGM.
Il était le seul journal au monde publié sous licence Creative Commons ce qui permet à n'importe qui de copier, distribuer, montrer, réaliser des travaux à partir de son contenu. Aujourd'hui cette licence n'est plus autorisée. De plus, le journal peut être téléchargé sur le site web de 20 Minutos.

## Histoire
La publication de Madrid y M@s débute le 3 février 2000, sous-titré le premier journal qui ne se vend pas (el primer diario que no se vende) et a un tirage de 100 000 exemplaires. Le 16 novembre 2000 apparait Barcelona y M@s. L'année suivante, les deux éditions dépassaient 200 000 lecteurs selon l'EGM.
En juin 2001, 20 Minutos Holding devient actionnaire majoritaire de la maison d'édition Multiprensa y Más et le quotidien change de nom pour prendre celui qu'on lui connaît aujourd'hui, 20 Minutos. Cependant l'ancien nom continuait d'être imprimé dans l'en-tête avec le nouveau logo et ce jusqu'en 2002.
Les éditions de Séville et de Saragosse apparaissent au cours de l'année 2003. En décembre, le nombre de lecteurs tournait autour de 1 427 000 personnes. Pendant l'année 2004 et 2005 le journal augmenta à nouveau son tirage et débuta la publication des éditions de Valence, Alicante, Malaga, Grenade, Murcia, Cordoue, Bilbao, Valladolid, Vigo y La Corogne.
On dépasse 2 000 000 de lecteurs en 2005. Cette année-là, le quotidien devient le premier à être publié sous licence Creative Commons, permettant ainsi la création d'œuvres dérivées des nouvelles qu'il rapporte.
Il devient en décembre 2005 le journal d'information générale le plus lu d'Espagne selon les études de l'EGM, pour le troisième quart de l'année 2005. Cette étude s'est retrouvée emportée dans une vaste polémique.
Il est passé journal de grande diffusion en juillet 2006 au regard des données du deuxième trimestre 2006 de l'EGM, dépassant ainsi pour la première fois de son histoire le quotidien Marca.

## Éditions
20 Minutes possède 14 éditions en Espagne :
- Barcelone, depuis novembre 2000
- Madrid, depuis février 2000
- Séville, depuis 2003
- Saragosse, depuis 2003
- Valence
- Alicante
- Malaga
- Grenade
- Murcie
- Cordoue
- Bilbao
- La Corogne
- Vigo
- Valladolid

## Autres projets
Cette section ne s'appuie pas, ou pas assez, sur des sources secondaires ou tertiaires indépendantes du sujet.

Pour l'améliorer, ajoutez-en, ou placez des modèles {{Source secondaire souhaitée}} ou {{Source secondaire nécessaire}} sur les passages mal sourcés. (mars 2025)
Le Club des lecteurs (Club del lector) est créé en 2001. Il suffisait pour s'inscrire d'envoyer un bon publié dans le journal, et les associés obtenaient des réductions dans certaines boutiques et magasins en montrant le carnet qu'ils se voyaient remettre. Le Club a disparu progressivement, jusqu'à sa disparition totale de nos jours.
Le Campus du Jeudi (El Jueves Campus) est apparu en 2003. C'est un supplément gratuit édité par l'hebdomadaire El Jueves, et est distribué avec le journal tous les deuxièmes jeudis du mois sur les campus universitaires.
La publication de Calle 20 commence en décembre 2005. C'est une revue mensuelle de culture, mode, tendances et loisirs (revista mensual de cultura, moda, tendencias y ocio) avec un tirage de 15 000 exemplaires. La revue peut être obtenue auprès de 1 500 points de vente de Madrid, Barcelone et Valence.

## Problèmes
La presse gratuite, et tout particulièrement 20 Minutos qui fut un des premiers à être publié, européennes (Mini Diario de la Communauté valencienne) a souffert de quelques problèmes à ses origines. Il convient de souligner les problèmes suivants.

### La presse payante
Les associations de presse payante considéraient que 20 Minutos pourrait représenter une dure concurrence. C'est pour cela qu'ils firent pression sur l'OJD pour que son tirage ne soit pas mesuré. De cette manière, les annonceurs n'auraient pas à leur disposition des indices fiables et se tourneraient vers des solutions où ils paieraient moins ou cesseraient d'être publiés, réduisant ainsi les revenus de la maison d'édition des gratuits.
Ce fait a été dénoncé devant les tribunaux le 23 octobre 2002. L'autre gratuit diffusé en Espagne, Metro Directo, qui se trouvait dans la même situation a présenté une requête judiciaire le 23 novembre 2002. Au mois de novembre, le Tribunal Defensa de la Competencia (tribunal chargé des questions de concurrence) a ouvert un dossier sur l'OJD pour les charges retenues contre lui, bien que le jugement final soit en sa faveur.
Dans certaines municipalités d'ailleurs, la distribution de journaux gratuits a été interdite près des arrêts d'autobus ou des bouches de métro, et des limites ont été établies qui empêchent la distribution près des kiosques à journaux. Il a également été conseillé aux distributeurs de ne pas laisser les journaux sur du mobilier public (comme des bancs).
Il fut démontré bien après que les journaux gratuits ne faisaient  pas diminuer le nombre de lecteurs de la presse payante, mais aussi qu'ils font apparaître un lectorat nouveau.

### Publicité
Parmi les autres problèmes, il y a celui de la publicité. Étant leur seule source de revenus, elle peut parfois s'avérer envahissante. Par exemple, une publicité sur la première page pour une marque de tabac avait provoqué un déluge de plaintes qui explique pourquoi l'équipe rédactionnelle ne s'est plus jamais osé à publier des annonces sur le tabac de cette façon-là.

## Participants
Le journal, qui n'est d'aucune mouvance politique, essaie de conserver un point de vue neutre dans ses nouvelles. Néanmoins, certains pensent que sa ligne éditoriale est semblable à celle du quotidien national El País.
D'autre part, les rubriques d'opinion sont en grand nombre. La principale, faisant trois pages, s'intitule Zona 20. C'est ici que sont publiées toutes les lettres du "courrier des lecteurs", mais aussi de certains messages sur les forums de discussion sur internet, des enquêtes et une rubrique d'aide (par exemple, pour les gens ayant perdu leur abonnement de transport, lunettes, clés etc.) à la manière des objets trouvés.
Le nombre de chroniqueurs est très important. Les colonnes traitent de toutes sortes de sujets : des faits quotidiens jusqu'à l'économie, en passant par la science, les technologies, l'écologie, les annonces des tribunaux et même le développement personnel. La plus polémique est celle de Manuel Saco, qui comprend des dizaines de messages, tantôt en faveur, tantôt contre ses opinions.
En ce qui concerne l'humour, le journal comporte une rubrique blagues et images drôles (El Desternillador, jeu de mots sur le mot espagnol destornillador, tournevis), à laquelle peuvent participer les lecteurs en envoyant un courrier électronique et les bulles de J. M. Nieto, Eneko et Calpurnio (dont le personnage est Cuttlas).
Une des participations les plus curieuses à ce journal est celle du chanteur Frank T, avec sa rubrique hebdomadaire Hip-hop por escrito (Le Hip-hop par l'écrit). Comme son nom l'indique, il s'agit d'une chanson hip-hop.
Le site web 20minutos est actualisé au fur et à mesure des nouvelles de la journée avec les photos des événements : on peut les télécharger en intégralité au format PDF. Sur cette page, certains membres de l'équipe de 20 Minutos (comme son directeur d'édition, Arsenio Escolar) écrivent leur propre blog. Dans chaque nouvelle, il est possible de commenter l'information ou de poster un commentaire destiné aux chroniqueurs. Le site web est publié sous licence Creative Commons.

## L'entreprise
L'entreprise Multiprensa y Más. S.L., fondée à Madrid en 1999, est pionnière dans l'édition de la presse quotidienne gratuite de qualité en Espagne. Son actionnaire majoritaire est 20 Min Holding, leader sur les marchés de la presse gratuite de qualité en Suisse, France et Espagne. L'actionnaire majoritaire de 20 Min Holding est Schibsted, un groupe de communication d'origine norvégienne qui a été fondé en 1839, qui est coté à la bourse d'Oslo et qui est très présent en Norvège, Suède, Danemark, Suisse, Estonie, Finlande, France et Espagne, où il est propriétaire de journaux payants et gratuits, de chaînes de télévision, stations de radio, régies multimédia etc.
Jusqu'en 2005, Schibsted était propriétaire de l'intégralité du capital de 20 Minutos. Toutefois, le 29 avril 2005, l'annonce a été faite de l'achat de 20 % de l'entreprise par le groupe Zeta (éditeur d'El Periódico de Catalunya, Interviú y Tiempo, entre autres).

## Les dirigeants
Sverre Munck, président de Multiprensa Holding, est un Norvégien âgé de 51 ans, économiste et docteur de l'université de Stanford. Il est président de la société de portefeuille 20 Min Holding et vice-président de Schibsted, premier groupe de communication norvégien et actionnaire majoritaire de 20 Min Holding. Il est également conseiller adjoint de 20 Minutes France et de 20 Minutes Suisse.
José Antonio Martínez Soler, directeur général de 20 Minutos, est docteur en techniques de communication de l'université Complutense, Nieman Fellow, diplômé de l'université Harvard (États-Unis) et professeur titulaire d'économie à l'université d'Almería. Directeur-fondateur des quotidiens El Sol et La Gaceta de los Negocios (es), de l'hebdomadaire Doblón et du premier journal télévisé de la TVE, Buenos Días ; rédacteur en chef de El País et de Cambio-16. Directeur de journaux télévisés et de divers programmes (Informe del Día, Entrevistas a Candidatos Presidenciales, Debates, etc.) correspondant en chef de la TVE à New York et auteur de nombreux livres ("Jaque a Polanco", "Autopistas de la Información", "Los empresarios ante la crisis", etc.). Il est de la ville de Almería et possède la Medaille d'Andalousie.
Arsenio Escolar est directeur d'édition de 20 Minutos. Né à Burgos, âgé de 47 ans, licencié de journalisme et de philologie Hispanique, il travaillait initialement auprès du Guide des Loisirs de Madrid (Guía del Ocio de Madrid), à Tele Radio, pour El Globo et Cambio 16. En 1989 il a fondé Diario 16 de Burgos, occupant alors le poste de directeur, et devint par la suite rédacteur en chef du journal El Sol, directeur du quotidien Claro, sous-directeur du quotidien économique Cinco Días et sous-directeur du quotidien El País. Il a reçu divers prix journalistiques. Il dirige 20 Minutos depuis sa création en janvier 2000.
Luis Alberto Rivero, directeur commercial de 20 Minutos. Né à Madrid en 1963, il fit ses études de sociologie à l'université Complutense de Madrid. En 1985 débute son activité commerciale pour la revue Velocidad (chef d'édition Eugenio Suárez). Puis il rejoint Lápiz (1987) et deux ans plus tard devient chef de la publicité de Grupo 16 pour les revues Gente y Viajes y Paisajes desde el tren. Depuis son arrivée à 20 Minutos il a eu des postes de responsabilité croissante à G+J, GDM (groupe Prisa) et CMXXI (groupe Vocento).